# La Talaudière
La Talaudière est une commune française située dans le département de la Loire, en région Auvergne-Rhône-Alpes.

## Géographie
La commune est située dans la vallée de l'Onzon, au pied des monts du Jarez à 7 km km au nord-est de Saint-Étienne. Elle est traversée par la D 1498, allant de Saint-Chamond à Saint-Priest-en-Jarez. Le territoire communal se trouve au-dessus du bassin houiller de la Loire.
La superficie de la commune est de 7,63 km2 ; son altitude varie de 473  à   696 mètres.

### Climat
Pour des articles plus généraux, voir Climat d'Auvergne-Rhône-Alpes et Climat de la Loire.
En 2010, le climat de la commune est de type climat océanique dégradé des plaines du Centre et du Nord, selon une étude du Centre national de la recherche scientifique s'appuyant sur une série de données couvrant la période 1971-2000. En 2020, Météo-France publie une typologie des climats de la France métropolitaine dans laquelle la commune est exposée à un climat de montagne ou de marges de montagne et est dans la région climatique  Nord-est du Massif Central, caractérisée par une pluviométrie annuelle de 800 à 1 200 mm, bien répartie dans l’année. 
Pour la période 1971-2000, la température annuelle moyenne est de 10,4 °C, avec une amplitude thermique annuelle de 16,6 °C. Le cumul annuel moyen de précipitations est de 763 mm, avec 8,6 jours de précipitations en janvier et 6,5 jours en juillet. Pour la période 1991-2020, la température moyenne annuelle observée sur la station météorologique de Météo-France la plus proche, « St-chamond-p », sur la commune de Saint-Chamond à 6 km à vol d'oiseau, est de 12,5 °C et le cumul annuel moyen de précipitations est de 681,9 mm,. Pour l'avenir, les paramètres climatiques de la commune estimés pour 2050 selon différents scénarios d'émission de gaz à effet de serre sont consultables sur un site dédié publié par Météo-France en novembre 2022.
| Mois                                  | jan.          | fév.           | mars           | avril         | mai           | juin          | jui.         | août          | sep.        | oct.          | nov.          | déc.          | année      |
| ------------------------------------- | ------------- | -------------- | -------------- | ------------- | ------------- | ------------- | ------------ | ------------- | ----------- | ------------- | ------------- | ------------- | ---------- |
| Température minimale moyenne (°C)     | 0,7           | 0,7            | 3,5            | 6,6           | 10            | 13,8          | 15,9         | 15,1          | 12,2        | 9             | 4,5           | 1,2           | 7,8        |
| Température moyenne (°C)              | 3,9           | 4,6            | 8,2            | 11,9          | 15,3          | 19,5          | 21,9         | 21            | 17,5        | 13,3          | 8             | 4,5           | 12,5       |
| Température maximale moyenne (°C)     | 7,1           | 8,4            | 12,9           | 17,1          | 20,7          | 25,3          | 27,9         | 26,9          | 22,8        | 17,7          | 11,4          | 7,7           | 17,2       |
| Record de froid (°C) date du record   | −9,2 19.01.17 | −12,8 05.02.12 | −11,6 01.03.05 | −3,3 07.04.08 | 1,8 06.05.10  | 5,6 01.06.06  | 8,1 10.07.07 | 8 27.08.11    | 4 27.09.10  | −2,7 30.10.12 | −6,1 18.11.07 | −11 20.12.09  | −12,8 2012 |
| Record de chaleur (°C) date du record | 19 10.01.15   | 21,7 25.02.21  | 25,4 31.03.21  | 27,8 22.04.18 | 34,2 13.05.15 | 37,7 18.06.22 | 40 07.07.15  | 41,1 24.08.23 | 34 14.09.20 | 32 02.10.23   | 23,1 01.11.20 | 20,4 05.12.06 | 41,1 2023  |
| Précipitations (mm)                   | 38            | 34,4           | 38,2           | 55,5          | 66,7          | 71,3          | 70,4         | 66,7          | 53,5        | 69,3          | 75,4          | 42,5          | 681,9      |

## Urbanisme

### Typologie
Au 1er janvier 2024, La Talaudière est catégorisée ceinture urbaine, selon la nouvelle grille communale de densité à sept niveaux définie par l'Insee en 2022.
Elle appartient à l'unité urbaine de Saint-Étienne, une agglomération inter-départementale regroupant 32  communes, dont elle est une commune de la banlieue,,. Par ailleurs la commune fait partie de l'aire d'attraction de Saint-Étienne, dont elle est une commune de la couronne,. Cette aire, qui regroupe 105 communes, est catégorisée dans les aires de 200 000 à moins de 700 000 habitants,.

## Histoire
- Ce sont les mines de charbon de la Chazotte qui sont à l'origine de sa création. Concédées par ordonnance royale du 13 juillet 1825, les mines ont cessé leur activité le 13 janvier 1968.
- Simple hameau de Sorbiers au départ, cité dans les textes depuis 1378, La Talaudière est devenue commune par la loi du 29 février 1872 à partir de territoires pris à Sorbiers et Saint-Jean-Bonnefonds à la suite de la demande de Maximilien Evrard, maire de Sorbiers et ancien directeur des mines de la Chazotte.

## Politique et administration

### Liste des maires
| Période                                  | Période                                                           | Identité              | Étiquette | Qualité                                                  |
| ---------------------------------------- | ----------------------------------------------------------------- | --------------------- | --------- | -------------------------------------------------------- |
| Les données manquantes sont à compléter. |                                                                   |                       |           |                                                          |
| 1876                                     | 1898 ( mort en exercice, d’un accident de voiture le 10/10/1898 ) | Ethon Wery            |           | Directeur des mines de la Chazotte                       |
| 1893                                     | 1895                                                              | Alexandre Colcombet   |           | Industriel                                               |
| 1965                                     | 1971                                                              | Jean Plathey          | PCF       | Médecin, syndicaliste CGT                                |
| 1971                                     | 1977                                                              | Marcel Thinet         | DVD       |                                                          |
| mars 1977                                | juin 1995                                                         | Pierre Damon          | DVG       |                                                          |
| juin 1995                                | juin 1996                                                         | Maurice Hugon         | DVG       |                                                          |
| juin 1996                                | janvier 2017 (démission),                                         | Pascal Garrido        | PS        | Vice-président de Saint-Étienne Métropole                |
| 23 janvier 2017                          | En cours                                                          | Ramona Gonzalez-Grail | PS        | Vice-présidente de Saint-Étienne Métropole (depuis 2023) |

### Jumelages
- Sio (Mali)
- Küssaberg (Allemagne)

## Démographie
En 2022 , la commune comptait 7 103 habitants. L'évolution du nombre d'habitants est connue à travers les recensements de la population effectués dans la commune depuis 1793. Une réforme du mode de recensement permet à l'Insee de publier annuellement les populations légales des communes à partir de 2006. Pour La Talaudière, commune de moins de 10 000 habitants, les recensements ont lieu tous les cinq ans, les populations légales intermédiaires sont quant à elles estimées par calcul. Les populations légales des années 2007, 2012, 2017 correspondent à des recensements exhaustifs.
| 1872  | 1876  | 1881  | 1886  | 1891  | 1896  | 1901  | 1906  | 1911  |
| ----- | ----- | ----- | ----- | ----- | ----- | ----- | ----- | ----- |
| 2 469 | 2 676 | 3 046 | 3 045 | 3 246 | 3 327 | 3 178 | 3 260 | 3 437 |

| 1921  | 1926  | 1931  | 1936  | 1946  | 1954  | 1962  | 1968  | 1975  |
| ----- | ----- | ----- | ----- | ----- | ----- | ----- | ----- | ----- |
| 3 413 | 3 543 | 3 410 | 3 627 | 3 774 | 4 302 | 4 309 | 4 808 | 5 655 |

| 1982  | 1990  | 1999  | 2006  | 2007  | 2012  | 2017  | 2022  | - |
| ----- | ----- | ----- | ----- | ----- | ----- | ----- | ----- | - |
| 5 577 | 5 935 | 6 700 | 6 409 | 6 377 | 6 496 | 6 860 | 7 103 | - |

## Personnalités
- Maximilien Evrard, inventeur, ingénieur et directeur des Mines de la Chazotte, Maire de Sorbiers, c'est sur sa demande que fut créé la ville de La Talaudière.
- Siaka Tiéné, footballeur professionnel, a vécu à La Talaudière.
- Maodomalick Faye, footballeur professionnel, vit à La Talaudière.
- Jacques Santini, ancien footballeur et entraîneur, y a une maison.
- Maurice Fleuret (1932-1990), compositeur, journaliste, organisateur de festivals de musique contemporaine, directeur de la musique et de la danse au ministère de la Culture de 1981 à 1986, né à La Talaudière.

## Culture locale et patrimoine

### Lieux et monuments
- Église Notre-Dame-Auxiliatrice de La Talaudière.

#### La maison du patrimoine
Située en périphérie du parc municipal, elle propose un intéressant musée qui traite du patrimoine et de la mesure.

#### Le Centre culturel Le Sou
En quelques années sous l'égide d'une nouvelle équipe, le Centre culturel est devenu une salle de référence au plan local et départemental. La saison culturelle comporte une dizaine de spectacles variés et de qualité, elle accueille des grands noms de la scène nationale et internationale qui y côtoient des troupes régionales et locales.
Le Sou est aussi une salle de cinéma équipée des toutes dernières technologies de projection (numérique 3D active - Dolby Digital) qui fonctionne chaque vendredi, et propose les grands films à l'affiche.

#### La maison d'arrêt
La maison d'arrêt de la région stéphanoise se situe sur le territoire de la commune.

### Espaces verts et fleurissement
En 2015, la commune obtient le niveau « trois fleurs » au concours des villes et villages fleuris.

## Économie
La Talaudière est séparée de Saint-Étienne par le vaste complexe Molina-La Chazotte. Cette zone d'activités de 400 hectares, la plus importante de l'agglomération, voit le jour au début des années 1970 en association avec Saint-Jean. Il s'agit d'une reconversion d'anciennes friches houillères.
Environ 130 entreprises, de la mécanique de précision à la menuiserie en passant par l'agroalimentaire (pôle viande autour des boucheries Despi, fromages, laiterie Candia), le transport, l'équipement automobile et la fabrique d'équipements acoustiques (avec Focal) sont présentes sur les lieux.
Ces activités représentent plus de 5 500 emplois.

## Images

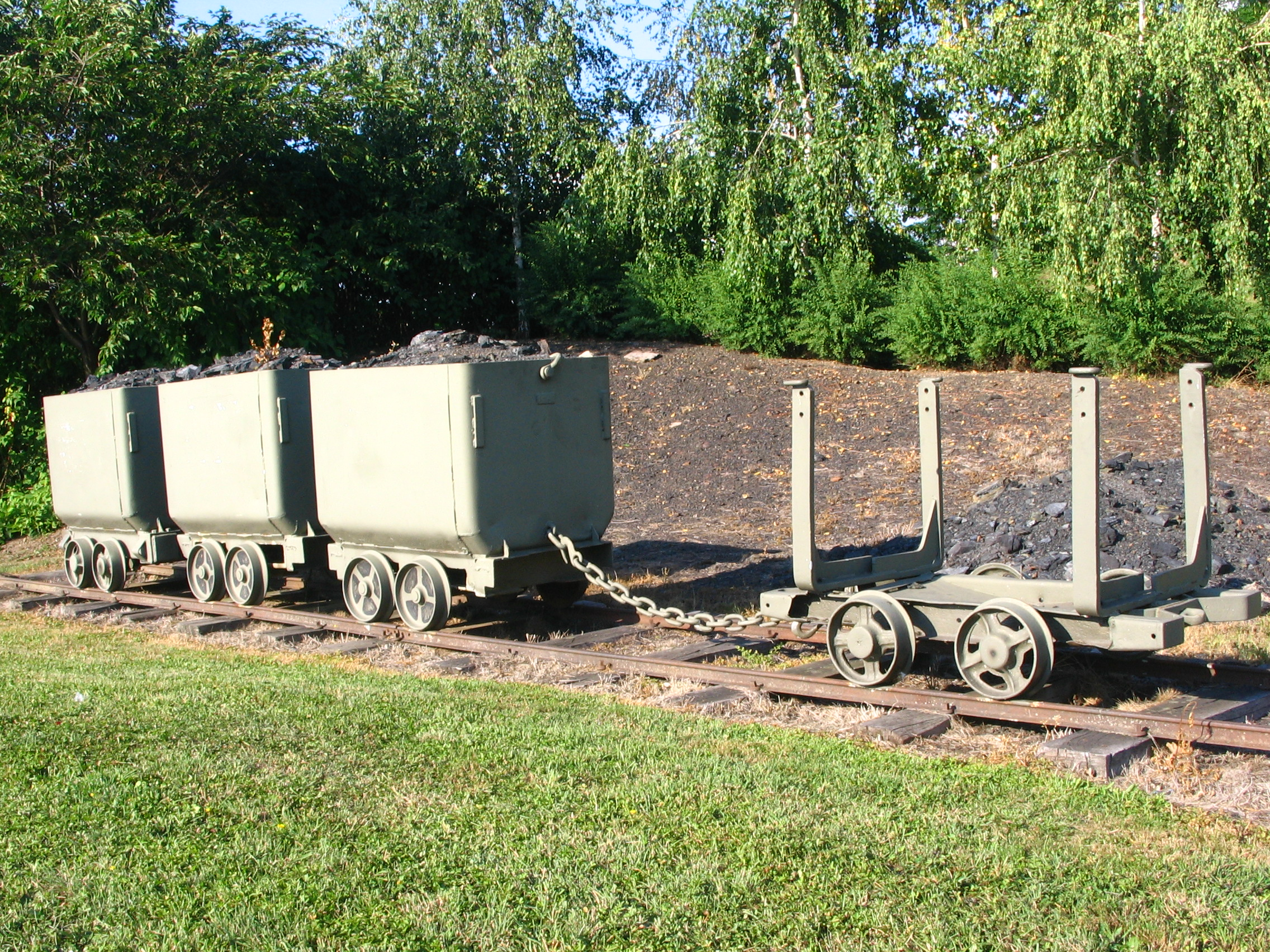
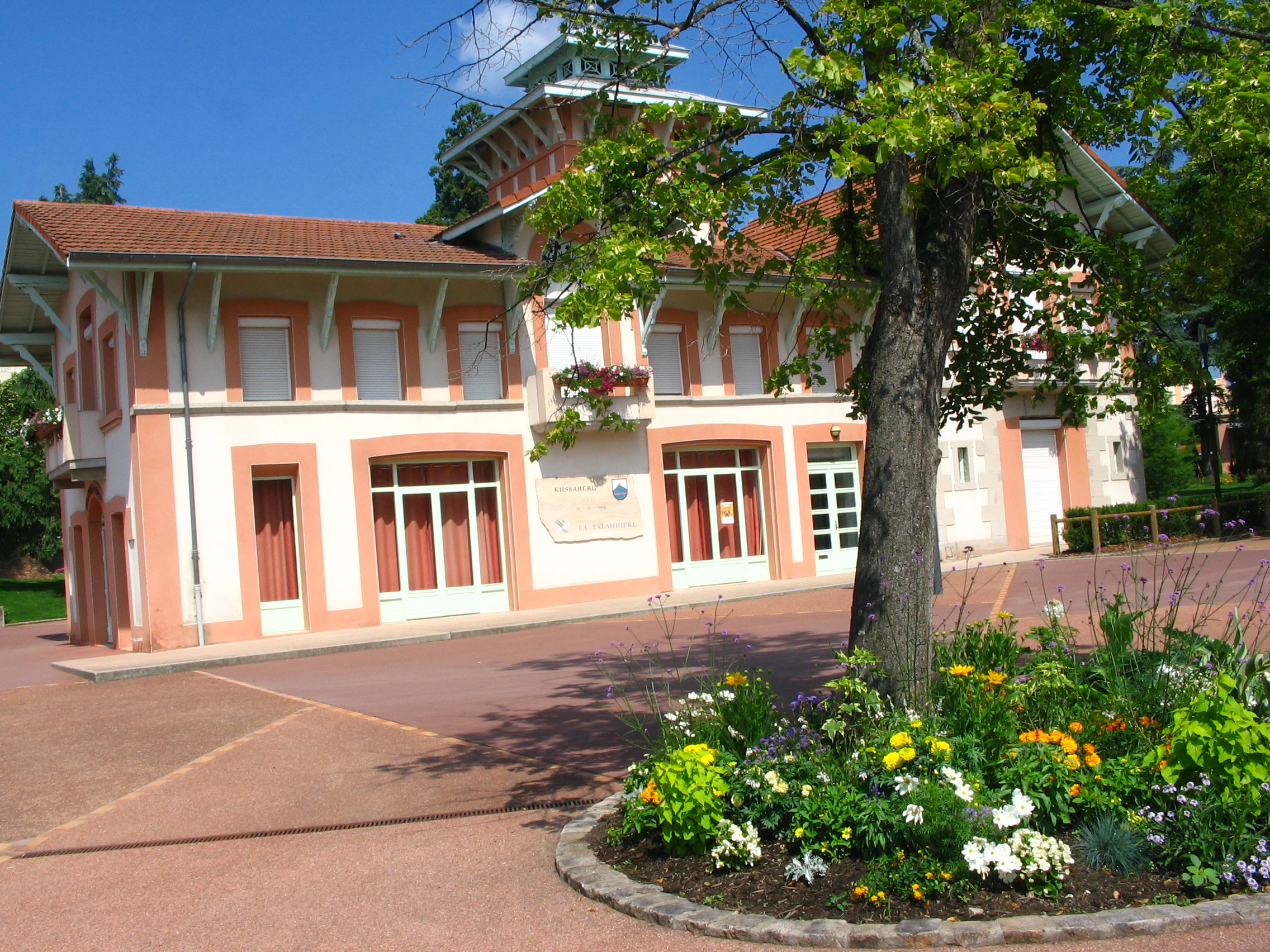
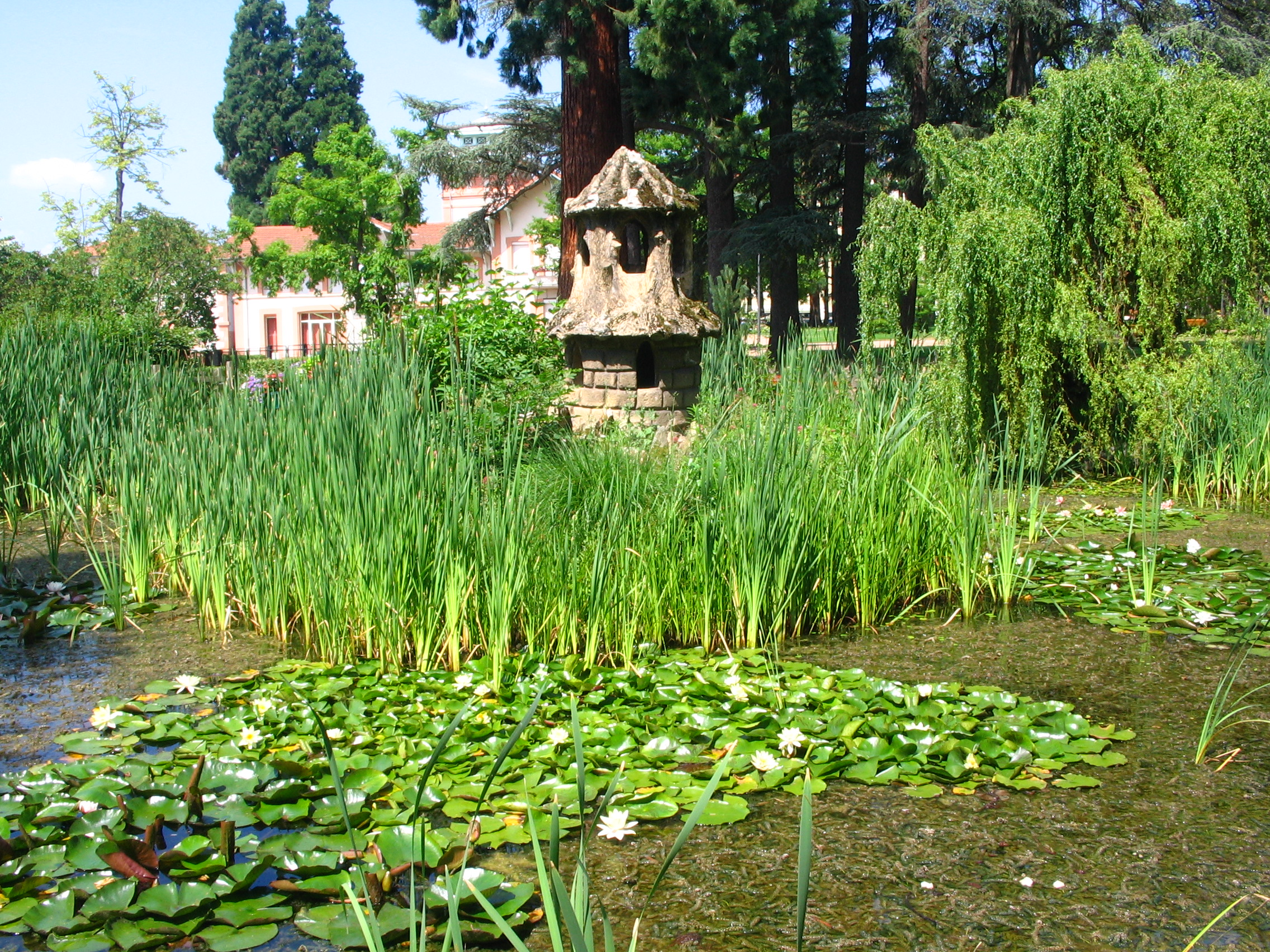
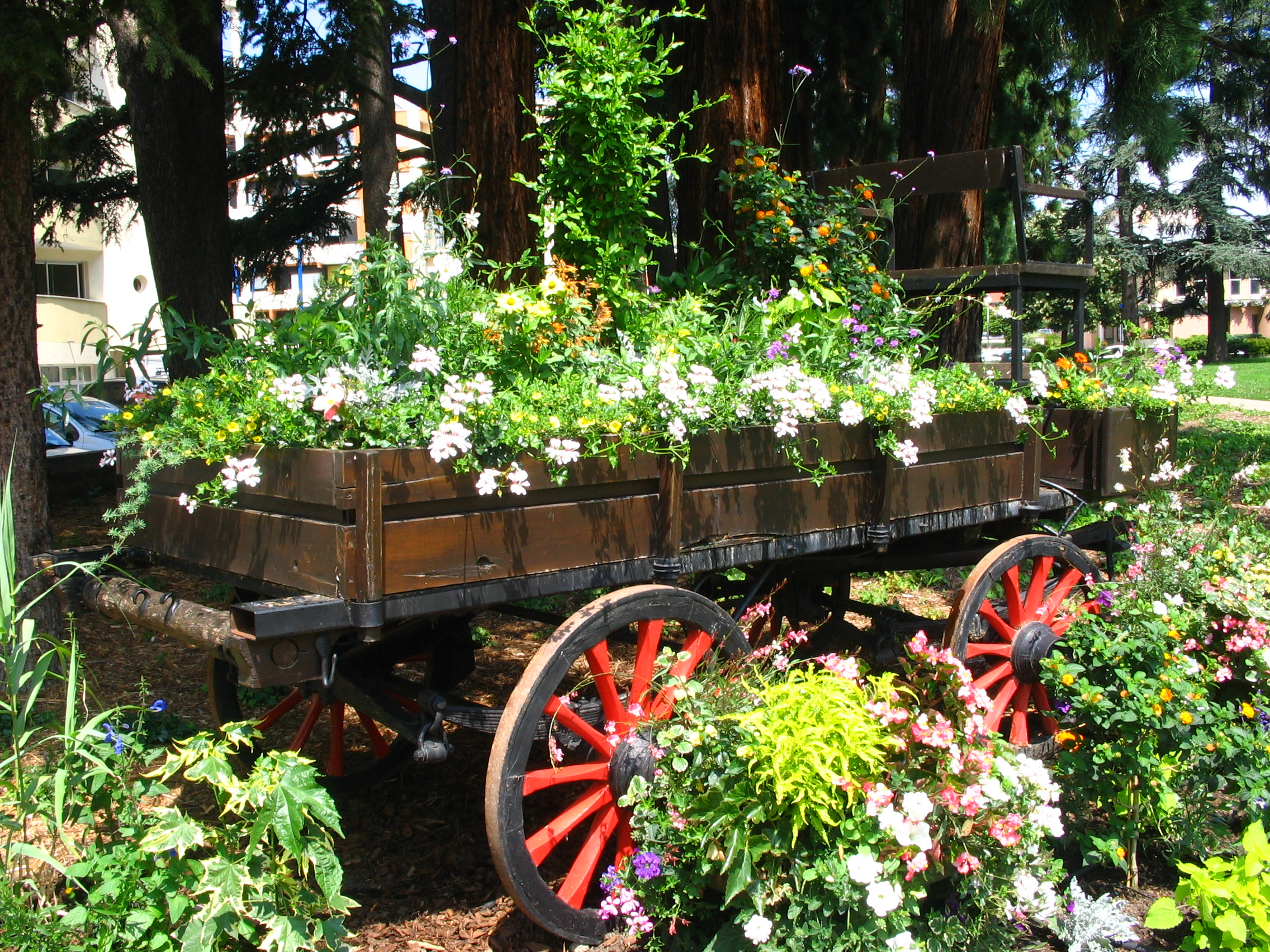
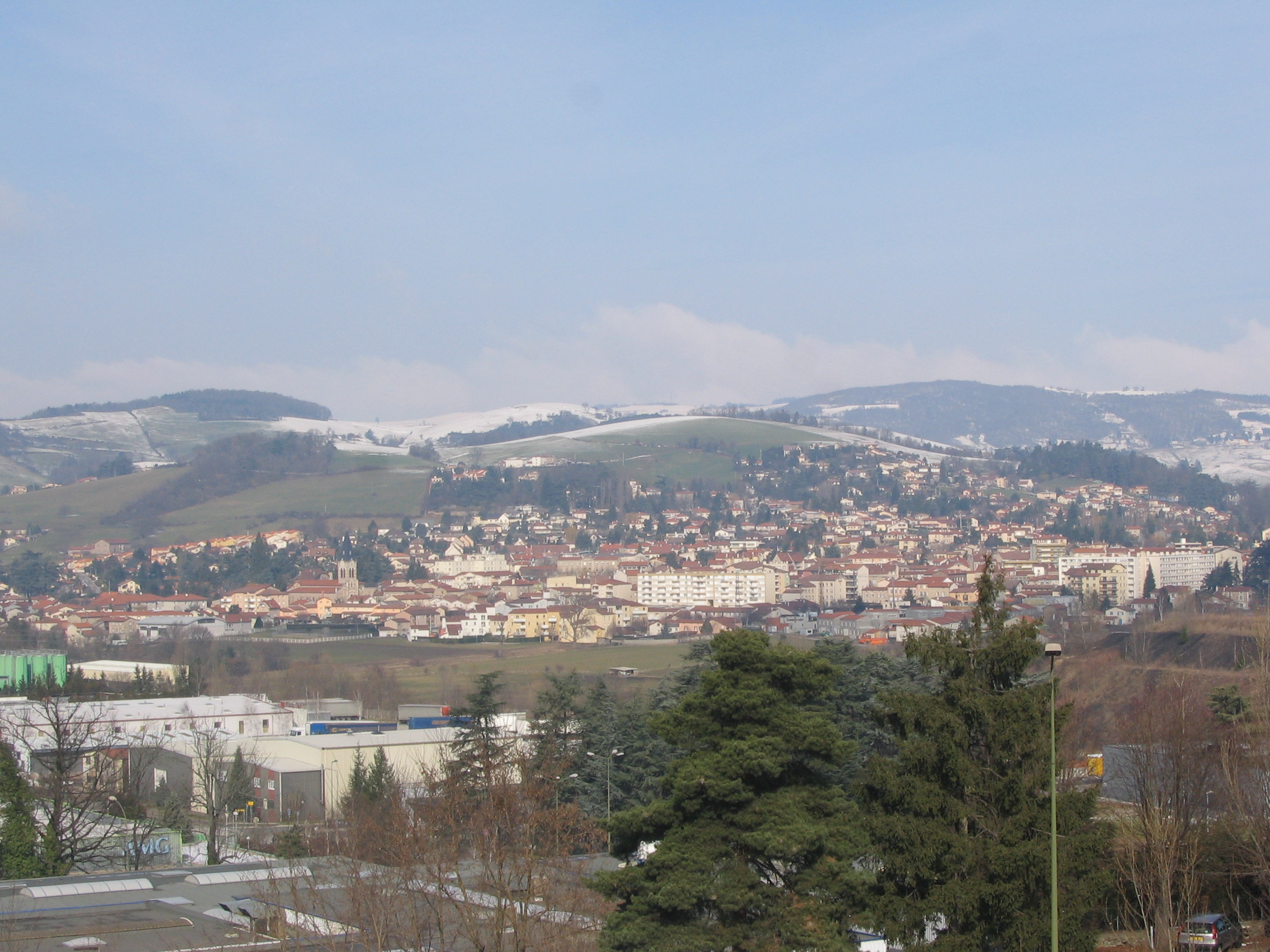